# Im Kkokcsong
Im Kkokcsong (hangul: 임꺽정, handzsa: 林巪正, RR: Im Kkeokjeong; Jangdzsu (Yangju), 1504 – 1562. január 3.) koreai útonálló, parasztfelkelő. Róla mintázták később Hong Gildong alakját, Észak-Koreában máig mártírként tisztelik.
Kjonggi (Gyeonggi) tartományban született egy hentes gyermekeként. Akkoriban édesapja mestersége alantas munkának számított. Im Hvanghe (Hwanghae) tartományban parasztlázadást szervezett 1559 és 1562 között. A lázadás kezdeti oka az emelkedő adók voltak. Egy kisebb csapatból indult a mozgalom, de később sokan csatlakoztak hozzá, mivel gazdag embereket ölt meg, és adta vagyonukat a szegényeknek. Tolvajokból toborzott serege végül több száz emberből állt, és magukat a rebellisek Nongnimdang (Noklimdang-)nak (녹림당, 綠林黨; „zöld erdei banda”) nevezték. Későbbiekben egy kis fából készült kastélyt is felhúztak.

## Emlékezete
- Im Kkokcsong (Im Kkokjong) - Hong Mjonghi (洪命熹, Hong Myong-Hui) (1888–1968) észak-koreai író alkotása[2][3][4]
- Im Kkokcsong (Im Kkokjong) - SBS dorama (1996) Csong Hungcshe (정흥채, Cheong Hung-chae) főszereplésével
- The Fugitive of Joseon - KBS dorama (2013)